# Gare de Haguenau
La gare de Haguenau est une gare ferroviaire française située sur le territoire de la commune de Haguenau, dans la collectivité européenne d'Alsace, en région Grand Est.
Elle est mise en service en 1855 par la Compagnie des chemins de fer de l'Est.
C'est aujourd'hui une gare de la Société nationale des chemins de fer français (SNCF), du réseau TER Grand Est, desservie par des trains express régionaux.

## Situation ferroviaire
La gare de Haguenau, établie à 146 mètres d'altitude, est située au point kilométrique (PK) 24,359 de la ligne de Vendenheim à Wissembourg, entre les gares de Marienthal et de Walbourg.
Nœud ferroviaire, elle constitue l'origine, au PK 0,000, des lignes de Haguenau à Hargarten - Falck (la gare suivante est Schweighouse-sur-Moder), inexploitée entre Niederbronn-les-Bains et Sarreguemines, et de Haguenau à Rœschwoog et frontière, inexploitée entre le camp militaire d'Oberhoffen et la frontière allemande.
Les voies ne sont pas électrifiées, mais en 2023, il est envisagé le lancement d'une étude portant sur l'électrification du tronçon Vendenheim-Haguenau, inscrite dans la foulée au contrat de plan état région (CPER) 2023-2027. Le lancement de cette étude est confirmé à l'été 2024 pour une réalisation estimée à 2032.

## Histoire

### Première gare (1855 - 1892)
La station de Haguenau est mise en service le 18 juillet 1855 par la Compagnie des chemins de fer de l'Est (Est), lorsqu'elle ouvre à l'exploitation la section de Vendenheim à Haguenau de son chemin de fer de Strasbourg à Wissembourg. À la demande de l'autorité militaire, le bâtiment voyageurs est construit en matériaux légers. En pans de bois hourdés de brique, il se compose de deux longues ailes basses avec un pavillon central à deux étages. La section suivante, jusqu'à Wissembourg, est mise en service le 23 octobre 1855. La gare comportait également une remise à locomotives et un pont tournant de 13 mètres.
En 1871, la gare entre dans le réseau de la Direction générale impériale des chemins de fer d'Alsace-Lorraine (EL) à la suite de la défaite française lors de la guerre franco-allemande de 1870 (et le traité de Francfort qui s'ensuivit).

### Deuxième gare (1892 - 1944)
Le bâtiment voyageurs d'origine est démoli en 1892. Il est remplacé par vaste bâtiment en maçonnerie à l'architecture caractéristique des Chemins de fer impériaux d'Alsace-Lorraine. Des éléments du premier édifice sont réutilisés sur des bâtiments de la ville,.
Un nouveau dépôt de locomotives est construit au cours de la période allemande. En 1914, ce dernier comporte une rotonde pouvant accueillir huit machines, un pont tournant de 20 mètres, un parc à charbon d'une capacité de 2 000 tonnes et un atelier de réparation.
Le 19 juin 1919, la gare entre dans le réseau de l'Administration des chemins de fer d'Alsace et de Lorraine (AL), à la suite de la victoire française lors de la Première Guerre mondiale. Puis, le 1er janvier 1938, cette administration d'État forme avec les autres grandes compagnies la SNCF, qui devient concessionnaire des installations ferroviaires de Haguenau. Cependant, après l'annexion allemande de l'Alsace-Lorraine, c'est la Deutsche Reichsbahn qui gère la gare pendant la Seconde Guerre mondiale, du 1er juillet 1940 jusqu'à la Libération (en 1944 – 1945).
Le bâtiment voyageurs de la gare est détruit en 1944 lors de la libération de l'Alsace.
Le dépôt de Haguenau, endommagé lors de la guerre, est remis en service en décembre 1945. Dans les années 1950, il comptait 35 engins dont des 230 F, des 050 B, des 150 Z et des 141 TB. La gare de Haguenau employait 200 cheminots dont une centaine pour la conduite des locomotives.

### Troisième gare (1964 - 2019)
Après le conflit un nouveau bâtiment est reconstruit au début des années 1960 et achevé en 1964.
En 2017, la SNCF estime la fréquentation de la gare à 1 656 723 voyageurs.

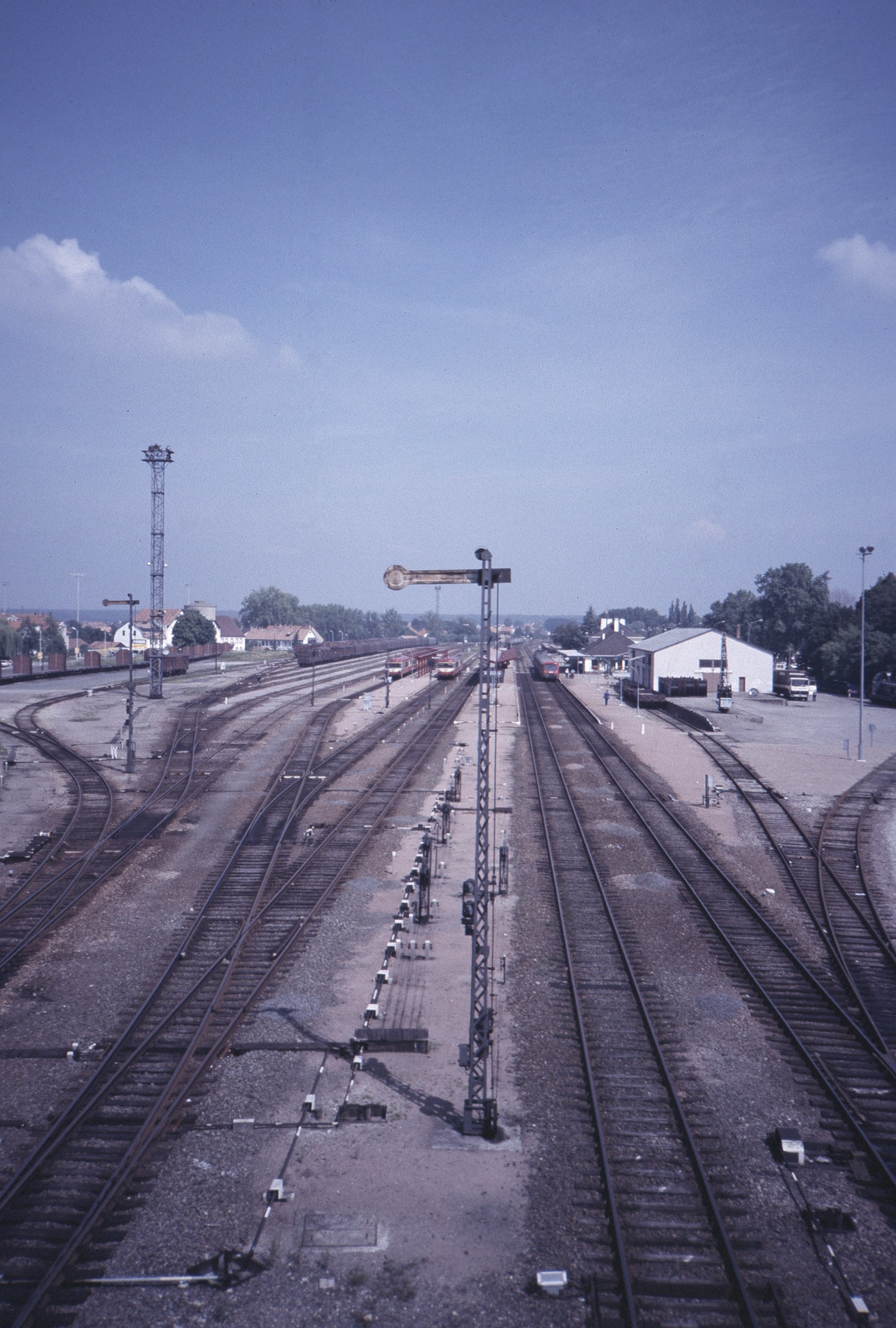
Vue d'ensemble, en 1987. La halle à marchandises, visible sur la droite, a été démolie pour laisser place à un parking.
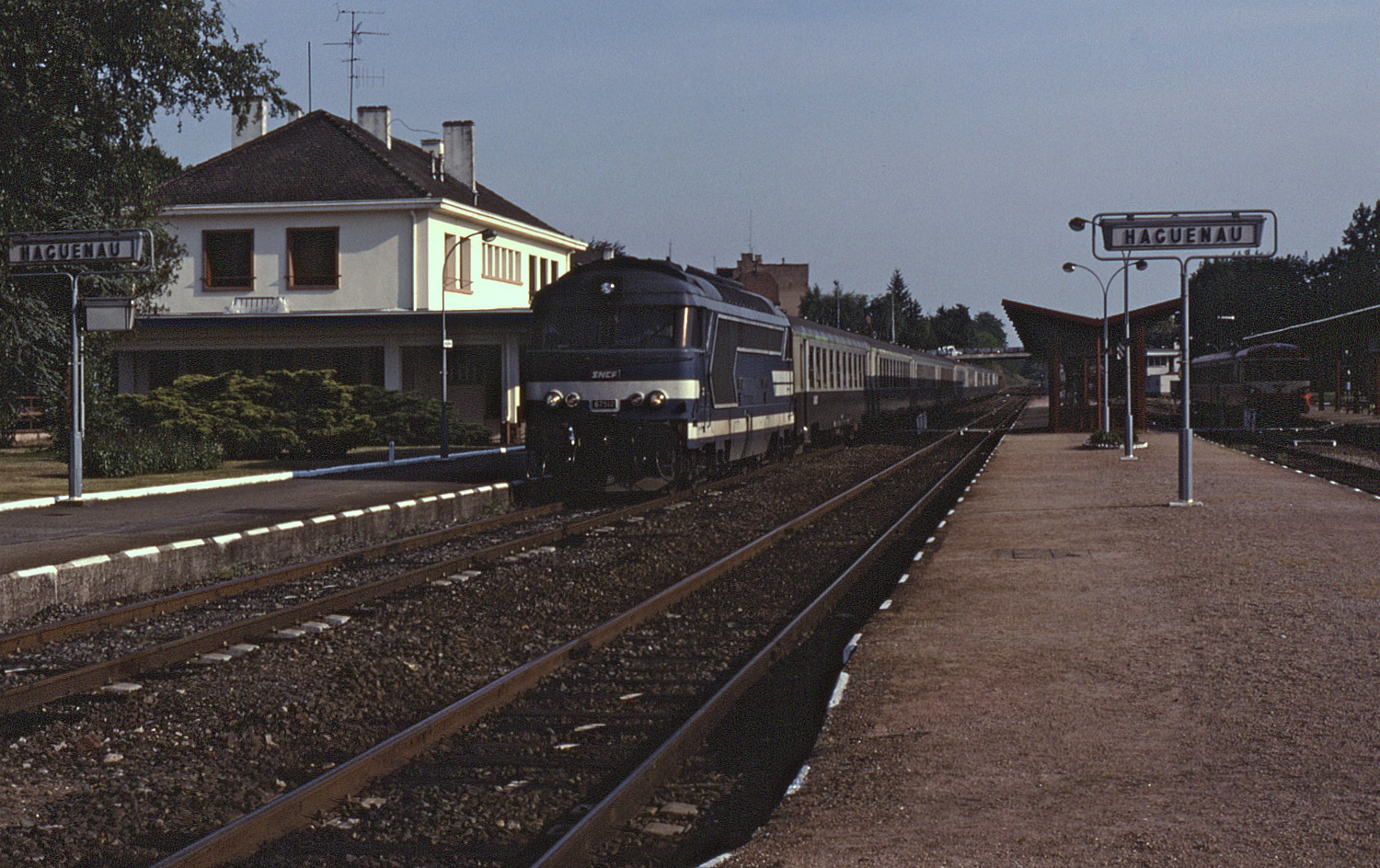
Quais et voies de la gare, en 1991.
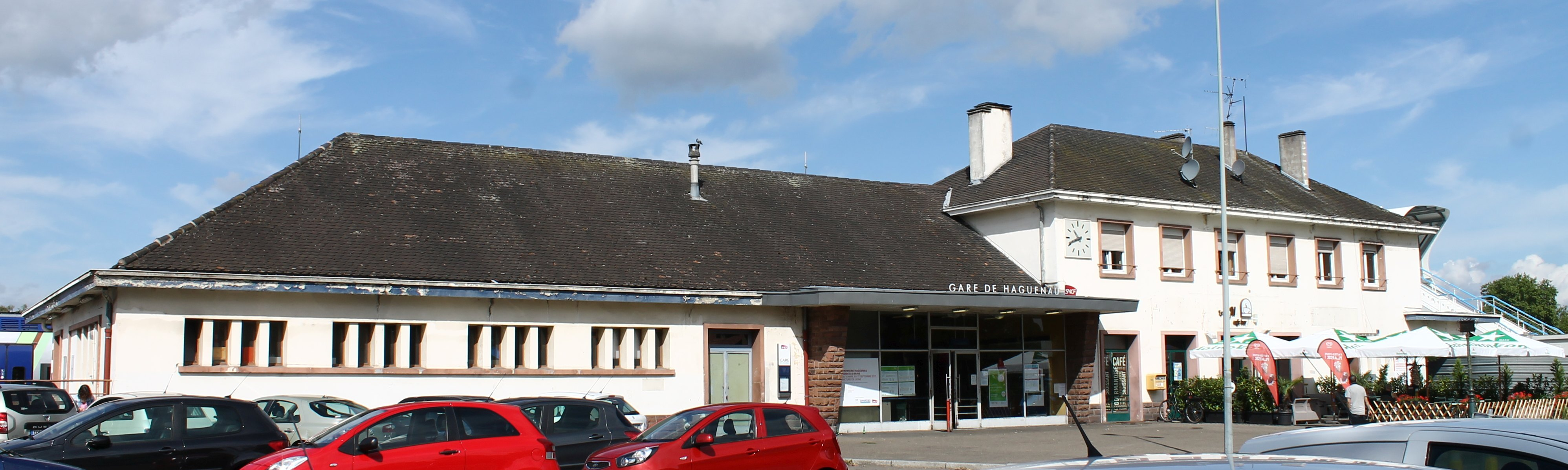
Le bâtiment voyageurs, vu en 2017.

### Quatrième gare (2021)
Au milieu des années 2010, la ville de Haguenau lance réaménagement de la gare et ses abords afin de créer un « pôle d'échanges multimodal ». La première étape consiste à la réalisation d'une passerelle — nommée « passe-quartier » — au dessus des voies. Celle-ci est inaugurée en septembre 2017 et permet notamment la desserte des quais par des ascenseurs accessibles aux personnes à mobilité réduite.
Le bâtiment voyageurs, construit dans les années 1960, est fermé au public le 26 avril 2019 puis démoli à partir du 17 juin 2019. Durant les travaux, les services de la SNCF sont regroupés dans un bâtiment provisoire.
Le nouveau bâtiment voyageurs ouvre au public le 28 avril 2021. En plus des guichets de la SNCF, il accueille l’agence Ritmo (réseau de transports urbains de la communauté d’agglomération de Haguenau), une « place des services » et un espace restauration. Le bâtiment est officiellement inauguré le 10 décembre 2021,.

## Fréquentation
De 2015 à 2024, selon les estimations de la SNCF, la fréquentation annuelle de la gare s'élève aux nombres indiqués dans le tableau ci-dessous.
| Année                      | 2015      | 2016      | 2017      | 2018      | 2019      | 2020      | 2021      | 2022      | 2023      | 2024      |
| -------------------------- | --------- | --------- | --------- | --------- | --------- | --------- | --------- | --------- | --------- | --------- |
| Voyageurs                  | 1 594 736 | 1 573 588 | 1 662 901 | 1 646 301 | 1 734 756 | 1 316 770 | 1 647 848 | 2 027 734 | 2 061 052 | 2 173 819 |
| Voyageurs et non voyageurs | 1 993 420 | 1 966 985 | 2 078 626 | 2 057 877 | 2 168 445 | 1 645 963 | 2 059 810 | 2 534 668 | 2 576 315 | 2 717 274 |

## Service des voyageurs

### Accueil
Gare SNCF, elle dispose d'un bâtiment voyageurs, avec guichets, ouvert tous les jours. Elle est équipée d'automates pour l'achat de titres de transport TER. Des aménagements et équipement sont à la disposition des personnes en situation de handicap, notamment des places de parking réservées, une rampe d'accès et des bandes de guidage au sol. La passerelle passe-quartier (achevée en septembre 2017) permet d'accéder aux voies B, C, D et E grâce à des ascenseurs.

### Desserte

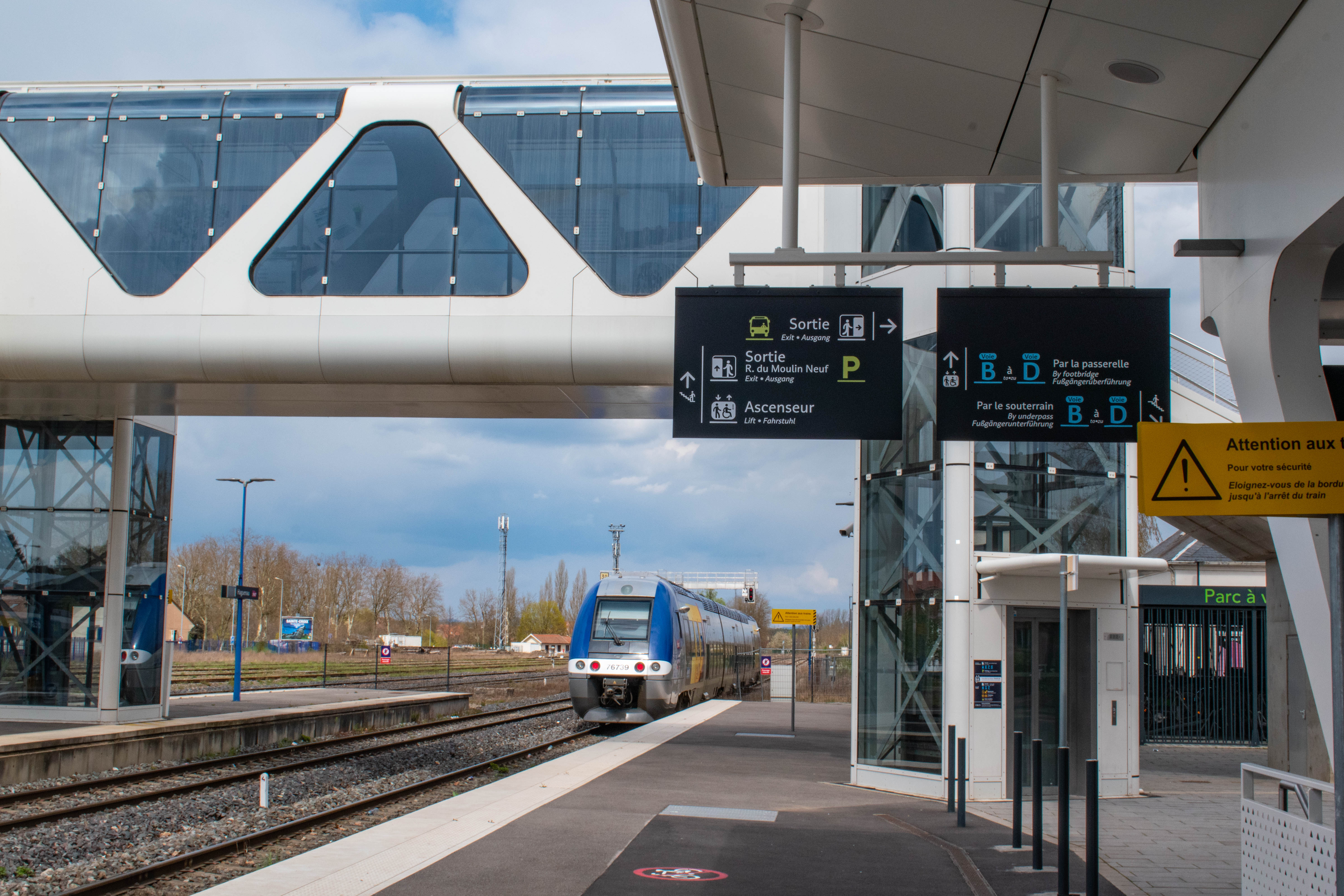
Départ d'une rame AGC.

Haguenau est desservie par des trains express régionaux (TER) à destination et en provenance de Strasbourg, un train toutes les 15 minutes environ; Niederbronn, toutes les heures en heures creuses et toutes les 15 minutes en heure de pointe environ et Wissembourg, toutes les 45 minutes environ. Tous ces trains circulent à des horaires réguliers.

### Intermodalité
Plusieurs réseaux de transports en commun routiers desservent la gare :
- des autocars TER (notamment vers Saverne et Bitche, les autres liaisons étant réalisées en complément de relations ferroviaires) et du Réseau 67 ;
- les autobus Ritmo, le réseau de l'agglomération de Haguenau.
- Il existe un parc pour les vélos, à disposition des abonnés SNCF uniquement et deux parkings pour les véhicules[21] sont aménagés à ses abords[20].